# Anturium

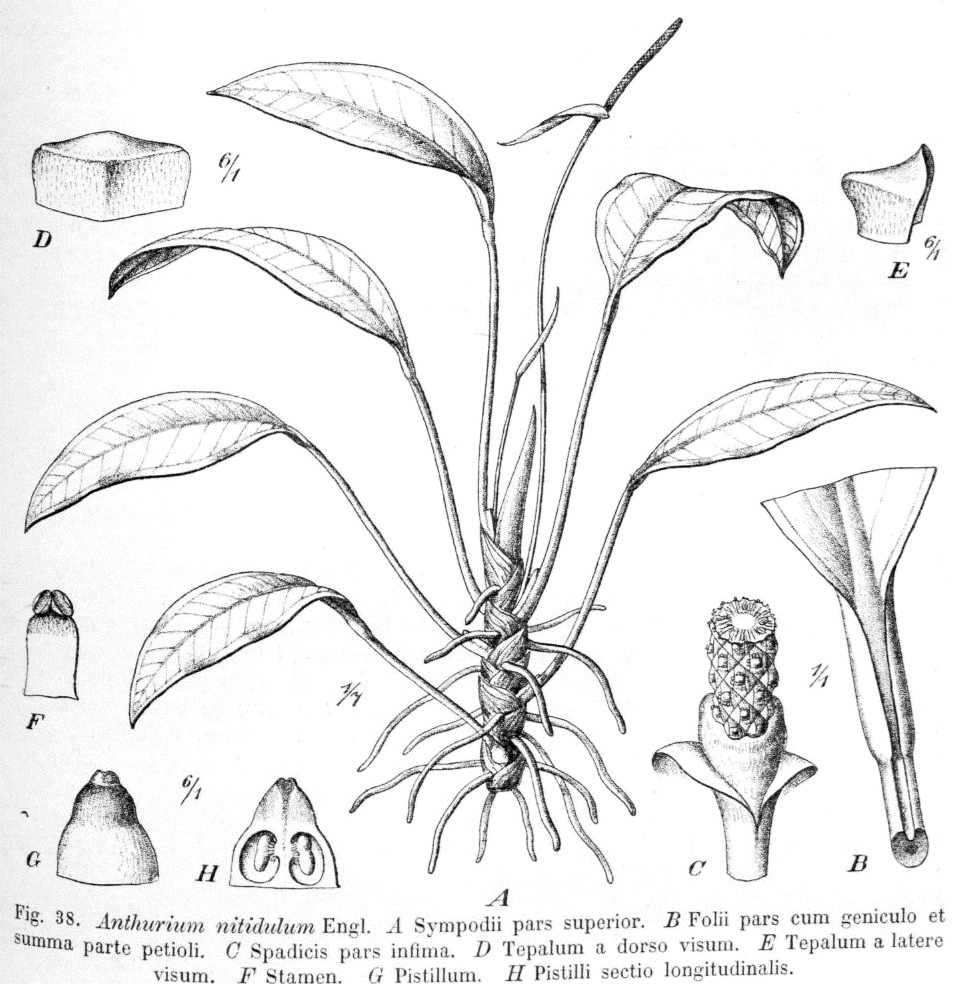
Morfologia Anthurium nitidulum

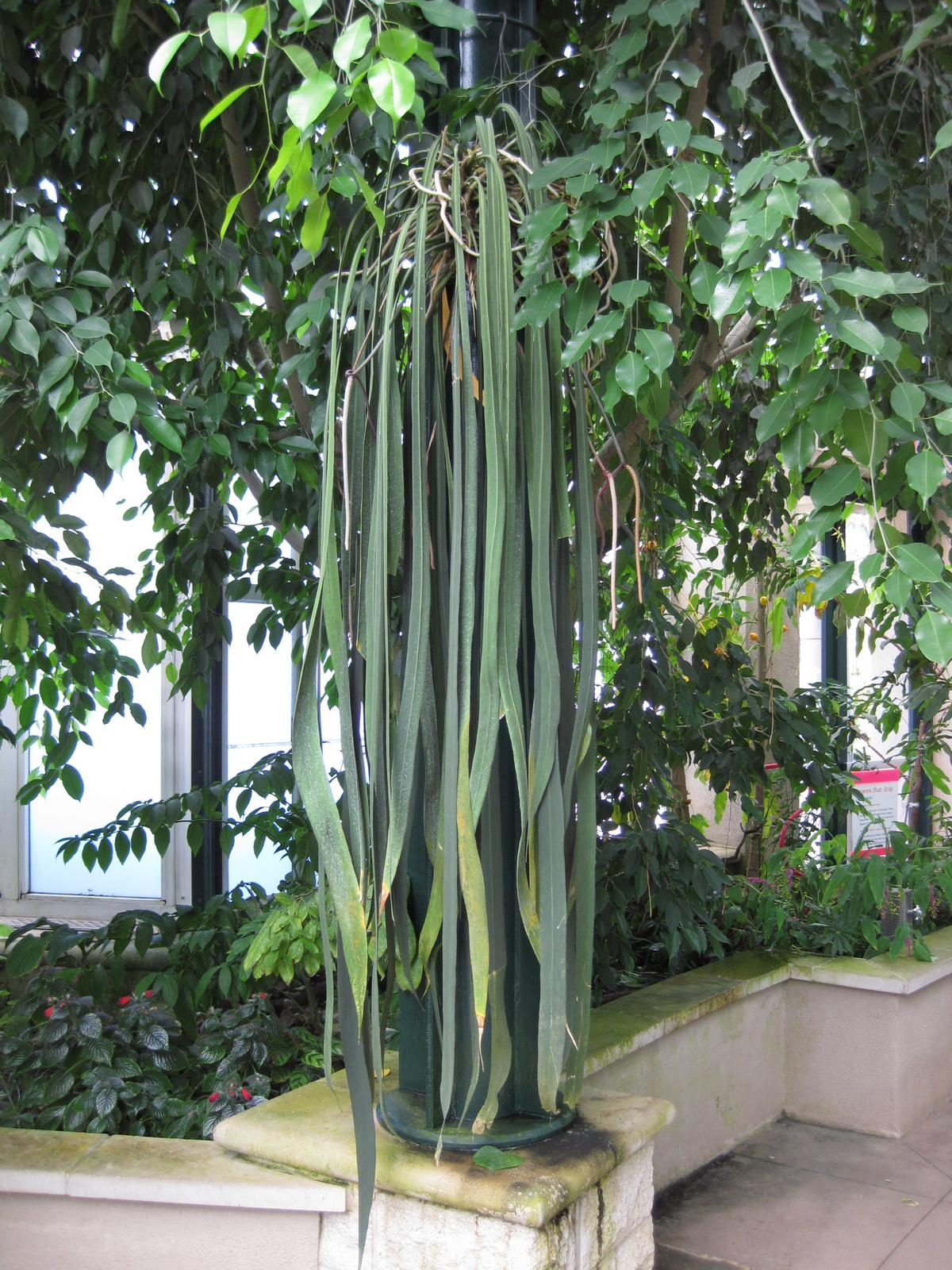
Pokrój epifitycznego gatunku anturium

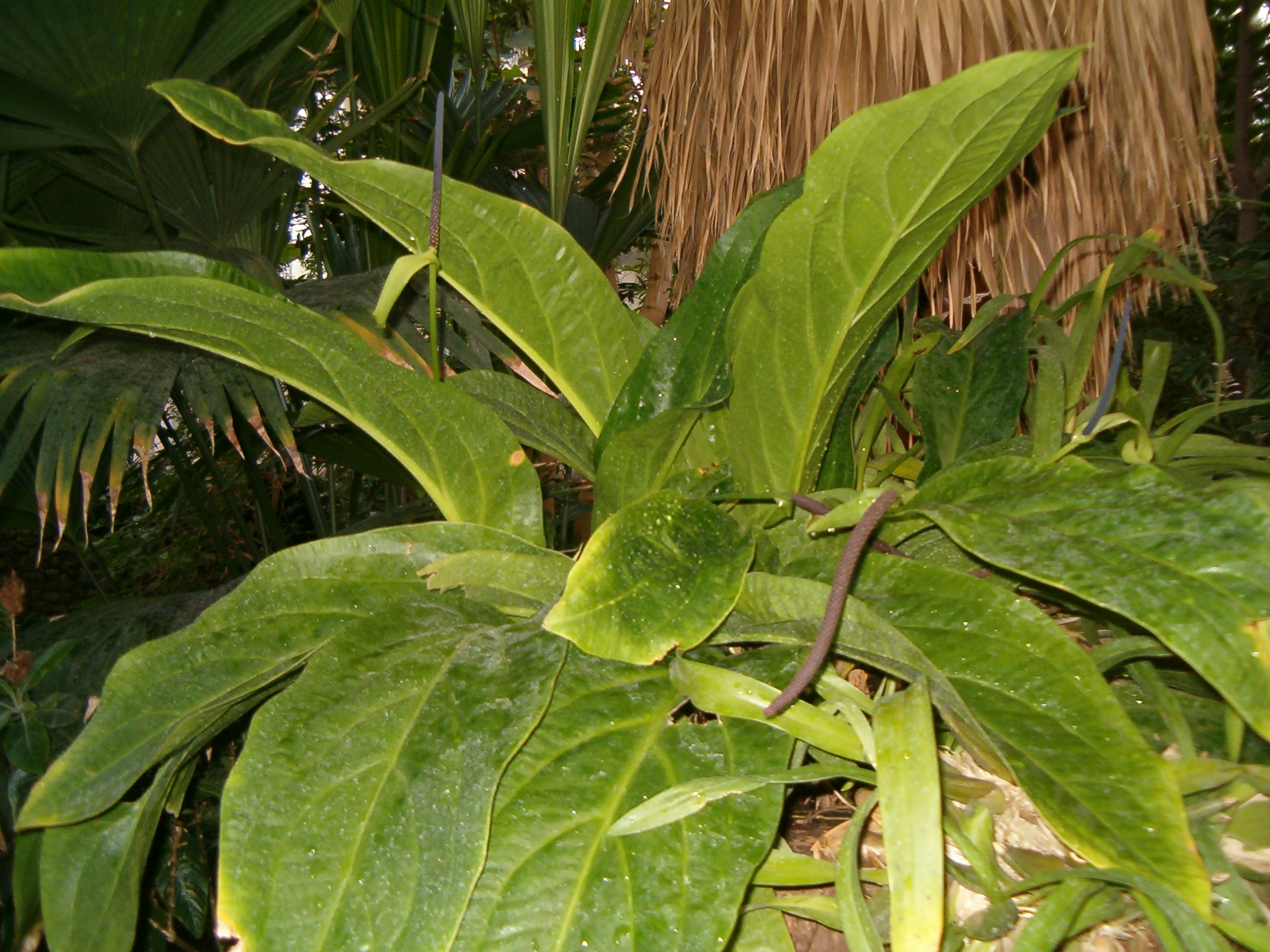
Ulistnienie Anthurium hookeri

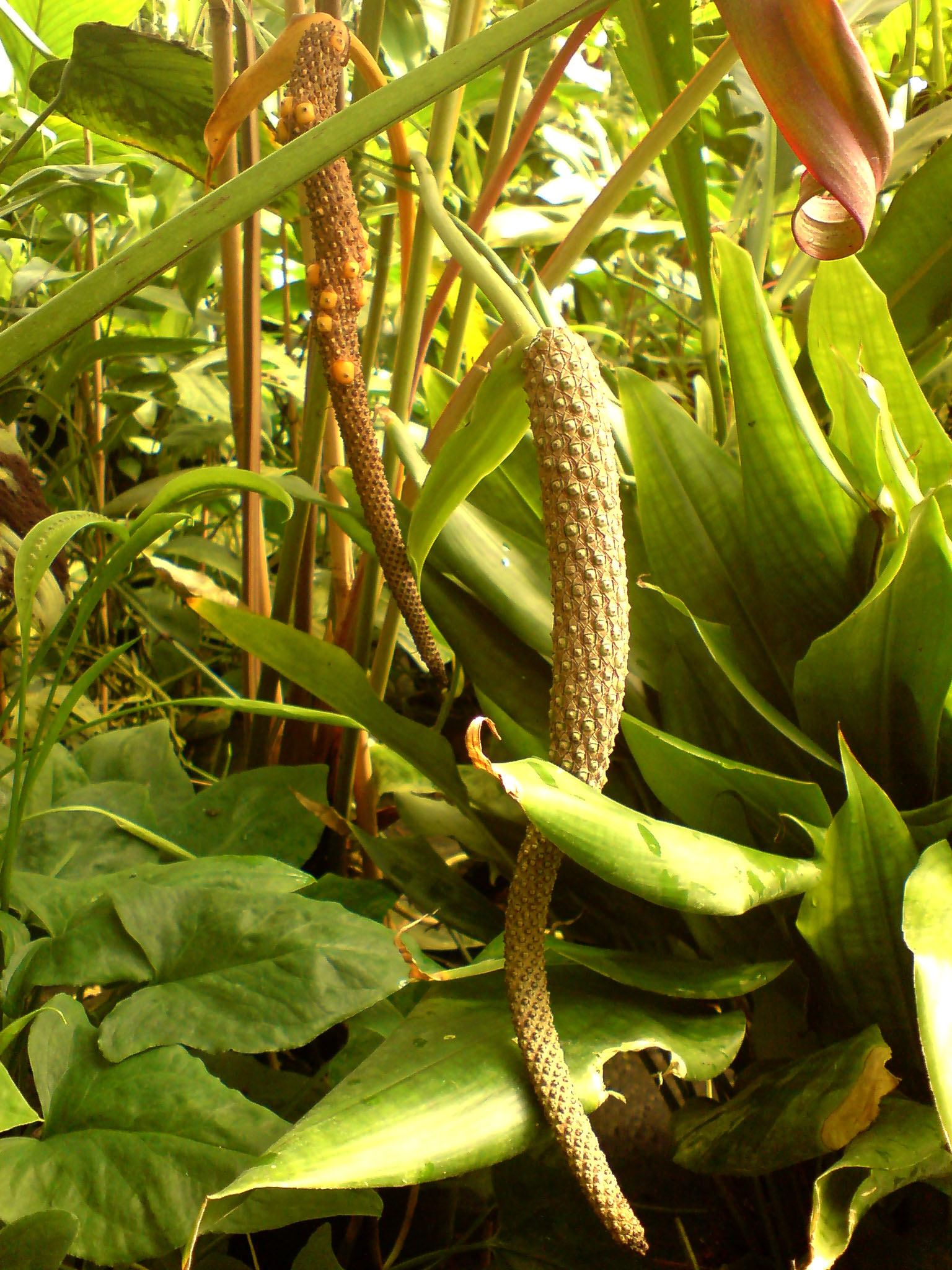
Kwiatostan Anthurium andicola

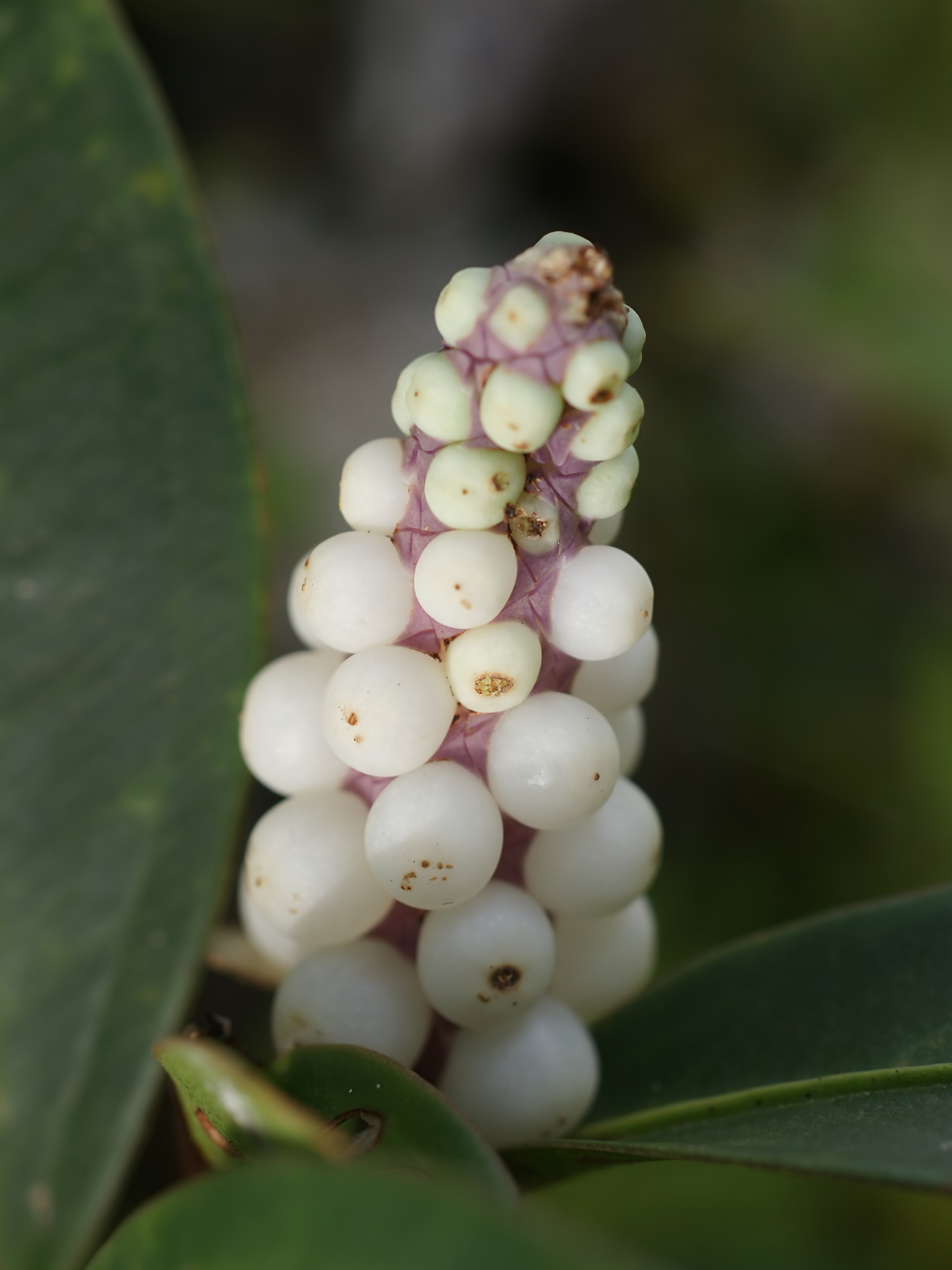
Owocostan Anthurium obtusum

Anturium, kitnia (Anthurium Schott) – rodzaj roślin zielnych z rodziny obrazkowatych, obejmujący około 850 opisanych gatunków neotropikalnych (łączną ich liczbę szacuje się na około tysiąc). Rodzaj ten jest w obrębie rodziny obrazkowatych najbogatszym w gatunki i najbardziej zróżnicowanym morfologicznie. Wiele kultywarów tego rodzaju uprawianych jest na całym świecie, w tym w Polsce, przemysłowo na kwiaty cięte lub jako rośliny pokojowe.

## Rozmieszczenie geograficzne
Obszar występowania anturium sięga od północnego Meksyku (Tamaulipas i Nayarit) i Wielkich Antyli do południowej Brazylii, północnej Argentyny i Paragwaju. Różnorodność gatunkowa tego rodzaju jest największa w Panamie oraz w Kostaryce, a także na nizinach i wyżynach północnej Ameryki Południowej, w mniejszym stopniu również w górach południowego Meksyku i południowej Brazylii.
82 gatunki anturium są endemiczne dla Panamy, w tym 26  występuje jedynie na zachód od Strefy Kanału Panamskiego, a 30 na wschód od tej Strefy. Trzy gatunki endemiczne: A.  hutchisonii, A.  sanctifidense i A.   antonioanum są szeroko rozpowszechnione w tym kraju. 26 gatunków anturium jest endemicznych dla Meksyku, np. rozpowszechnione A. andicola, A. chiapasense, A. schlechtendalii ssp. jimenezii, A. nizandense, A. ovandense, A. pedatoradiatum i A. podophyllum. A. beltianum jest gatunkiem endemicznym dla Nikaragui, A. lancetillense dla Hondurasu, a A. armeniense, A. parvispathum i A. retiferum dla Gwatemali.

## Morfologia
PokrójWzniesione, pnące lub zwisłe rośliny zielne.
ŁodygaRozgałęzia się sympodialnie. Międzywęźla, w zależności od gatunku, są skrócone lub bardzo wydłużone. Na każdym międzywęźlu występuje pojedynczy profil, większy od niego katafil oraz jeden liść właściwy i kwiatostan (niekiedy bezpłodny). Wraz z wiekiem rośliny skórka łodygi brązowieje i obsycha.
KorzenieZwykle licznie wyrastają z każdego węzła łodygi. U gatunków klasyfikowanych do sekcji Polyphyllium korzenie są liczne, krótkie, smukłe i rosną łukowato wzdłuż międzywęźli. W przypadku większości gatunków z sekcji Pachyneurium oraz gatunków o krótkich międzywęźlach korzenie są bardzo liczne i tworzą gęstą, splątaną i niemal przylegającą masę wzdłuż łodygi. W wielu przypadkach u roślin z tego rodzaju doszło do rozróżnienia funkcji korzeni. Niektóre pełnią wyłącznie funkcje wspierające, podczas gdy inne rosną w górę, pełniąc funkcje asymilacyjne. U gatunku Anthurium gracile występują korzenie pokryte warstwą welamenu, służące do absorpcji wilgoci z powietrza.
LiścieKatafile są zwykle lancetowate, zwykle zielone, szybko wysychają, brązowiejąc, czerwieniejąc lub żółknąc. U niektórych gatunków odpadają, jednakże w przypadku większości przedstawicieli tego rodzaju pozostają na roślinie, redukując się z czasem do siateczki włókien, akumulującej martwą materię organiczną. Jedynie u dwóch gatunków z sekcji Polyphyllium katafile nie występują. Liście właściwe zwykle skupione wierzchołkowo na łodydze. Ogonki liściowe anturium są sztywne lub elastyczne i kończą się kolankiem. Są bardzo zróżnicowane w przekroju, ich budowa stanowi istotną cechę rozróżniającą poszczególne gatunki tych roślin. W przypadku większości przedstawicieli tego rodzaju ogonki są w przekroju cylindryczne. Wiele gatunków pochodzących z Meksyku ma ogonki D-kształtne i żłobkowane. Przekrój ogonków innych gatunków bywa również trójkątny, trapezoidalny lub kwadratowy. W przypadku niektórych gatunków, np. A. schlechtendalii ogonki różnią się w przekroju nawet w ramach tej samej populacji. Blaszki liściowe anturium są zwykle niemal skórzaste, rzadko cienkie lub całkowicie skórzaste. Ich kształt jest bardzo zróżnicowany, przeważnie są jajowate, eliptyczne lub lancetowate, często sercowate u nasady. U gatunków z sekcji Porphyrochitonium,   Tetraspermium i Digitinervium blaszki posiadają gruczołkowate punkciki. Blaszki liściowe gatunków z sekcji Calomystrium pokryte są brązowawymi plamkami. Liście roślin z sekcji Cardiolonchium zawierają brodawkowate komórki epidermy, a z sekcji Calomystrium widoczne idioblasty zawierające rafidy. Nerw główny jest gruby, a żyłki przewodzące pierwszorzędowe często tworzą żyłkę marginalną.
KwiatyZ węzłów łodygi wyrastają pojedyncze kwiatostany typu kolbiastego pseudancjum. Podobnie jak w przypadku ogonków liściowych budowa pędu kwiatostanowego roślin z rodzaju anturium jest zróżnicowana. Przeważnie pędy te są w przekroju cylindryczne, a także spłaszczone, U-kształtne, kanciaste, kwadratowe, trójkątne lub trapezoidalne i często żeberkowane. Istotną cechą różnicującą gatunki anturium jest także długość pędu kwiatostanowego w stosunku do ogonka liściowego. Pochwa kwiatostanu wyrasta ukośnie z wierzchołka pędu  i jest przeważnie płaska, lancetowata, jajowata, sercowata lub rzadziej łódkokształtna, przeważnie jest odchylona lub odgięta, niekiedy wzniesiona, a rzadko kapturkowato obejmuje kolbę. Rzadko jest zwinięta u nasady. Pochwy kwiatostanowe są często bardzo kolorowe. Siedząca lub osadzona na krótkiej szypule kolba jest jednolita, zwykle zwęża się w kierunku wierzchołka, rzadziej jest cylindryczna, zgrubiała lub kulista, niekiedy skrzywiona. Pokryta jest na całej długości ściśle położonymi w spiralach, przeważnie przedsłupnymi, obupłciowymi kwiatami o ściętych, rombowatych, czworokątnych lub czteropłatkowych wierzchołkach i prostych lub esowatych krawędziach. Okwiat składa się z 4 spłaszczonych listków, szerszych i trójkątnych przy wierzchołku. Każdy kwiat posiada prostą, dwukomorową zalążnię, o znamieniu ze szczelinowatym wgłębieniem. W każdej komorze zalążni znajduje się jeden zalążek (rzadko więcej). Poza tym kwiaty zawierają cztery pręciki o spłaszczonych, mięsistych nitkach wynoszących pylniki na poziom listków okwiatu (rzadko ponad okwiat). Główki pręcików są dwukomorowe, szersze niż dłuższe. Pylniki otwierają się przez podłużną szczelinę. Pyłek jest różnobarwny. Kolor kwiatów, a więc i kolor kolby kwiatostanu od zielonego do fioletowo-purpurowego. U wielu gatunków kolor zmienia się wraz z fazą dojrzewania kwiatów lub po przekwitnięciu rośliny. U wielu gatunków kwiaty anturium wydzielają wyraźny aromat, słodki w przypadku roślin o jasnych kolbach lub imitujący gnijące owoce w przypadku tych o ciemnych kwiatach. W przypadku większości gatunków zapach wydzielany jest jedynie około południa.
OwoceOwocostan zwykle zwisły, niekiedy wzniesiony, składa się z różnobarwnych jagód, podłużnych do jajowatych, o cienkim egzokarpie oraz mięsistym, soczystym, przezroczystym i słodkim mezokarpie. Każda jagoda składa się z dwóch komór, zawierających po jednym, spłaszczonym nasieniu.
Gatunki podobnePrzedstawiciele rodzaju skrzydłokwiat, którzy zamiast katafili tworzą pochwy liściowe.

## Biologia i ekologia
RozwójWieloletnie, wiecznie zielone rośliny zielne, przeważnie fanerofity: epifity, hemiepifity lub litofity (np. A. reflexinervium), również naziemne chamefity (np. A. clarinervium) i reofity (tylko A. amnicola). Większość gatunków anturium jest wyłącznie owadopylna, istnieją doniesienia o gatunkach zapylanych przez kolibry i wiatropylnych. Rośliny z tego rodzaju wykorzystują zjawisko protogynii w celu zapobieżenia samozapyleniu. Badania biologii rozmnażania A. formosum i A. consobrinum wykazały, że proces kwitnienia tych roślin trwa od 8 do 15 dni i dzieli się na trzy fazy: trwającą 2–3 dni fazę aktywności słupków, fazę nieaktywną oraz trwającą 3–5 dni fazę aktywności pręcików. W okresie płodnym rośliny w godzinach 6:30–22:00 produkują słodki aromat przywabiający owady. Owadami zapylającymi anturium są chrząszcze z rodzin ryjkowcowatych i kusakowatych, pszczoły właściwe z plemienia Euglossini oraz muchówki z rodzin pryszczarkowatych i wywilżankowatych.
SiedliskoWilgotne lasy równikowe oraz równikowe lasy górskie.
Cechy fitochemiczneOrgany roślin z rodzaju anturium, w szczególności liście i łodygi, zawierają niewielką ilość kryształów szczawianu wapnia. Kontakt skóry z sokami tej rośliny może spowodować wysypkę. Objawy związane z doustnym przyjęciem anturium, takie jak obrzęk warg, języka i gardła, są łagodne i szybko przemijające.
Interakcje z innymi gatunkamiAnturium są roślinami żywicielskimi dla czerwców z gatunków: Ceroplastes floridensis, Coccus angustatus, Saissetia anthurii, Chrysomphalus dictyospermi i Ch. perseae, Pinnaspis buxi i Pygidium floriniae oraz mączlików z gatunku Aleurotulus anthuricola.

## Systematyka
Historia badań taksonomicznychPierwszy przegląd rodzaju anturium wraz z propozycją dalszego jego podziału przedstawił w roku 1860 Heinrich Wilhelm Schott w pracy Prodromus Systematis Aroidearum. Schott opisał 183 znane wówczas gatunki anturium w podziale na 28 sekcji. W 1905 roku Adolf Engler opublikował w Das Pflanzenreich rewizję rodzaju, w której opisał 486 gatunków i mieszańców. W pracy tej Engler przedstawił również nową propozycję podziału rodzaju na 18 sekcji, opierając się na różnicach morfologicznych roślin. Przez kolejne dekady jedynymi pracami na temat anturium były publikacje o odkryciach nowych gatunków. Wielki wkład w tym zakresie mieli tacy botanicy jak Paul Carpenter Standley, Julian Alfred Steyermark i Eizi Matuda. Na początku lat osiemdziesiątych XX wieku Thomas B. Croat opublikował dwie rewizje rodzaju ograniczone do 274 gatunków występujących w Meksyku i Ameryce Środkowej oraz zaproponował, razem z Richardem D. Shefferem, modyfikację podziału rodzaju przedstawioną przez Englera. Od czasu publikacji tych prac Croat, samodzielnie lub razem z innymi botanikami, opisał ponad 340 kolejnych gatunków z tego rodzaju.
Pozycja rodzaju według Angiosperm Phylogeny Website (aktualizowany system APG IV z 2016)Należy do monotypowego plemienia Anthurieae, podrodziny Pothoideae, rodziny obrazkowatych (Araceae), rzędu żabieńcowców (Alismatales) w kladzie jednoliściennych (ang. monocots).
Podział rodzaju według Croata i ShefferaAutorzy, bazując na pracach Schotta i Englera, zaproponowali podział rodzaju na 18 sekcji, rozróżnionych głównie cechami morfologicznymi roślin:

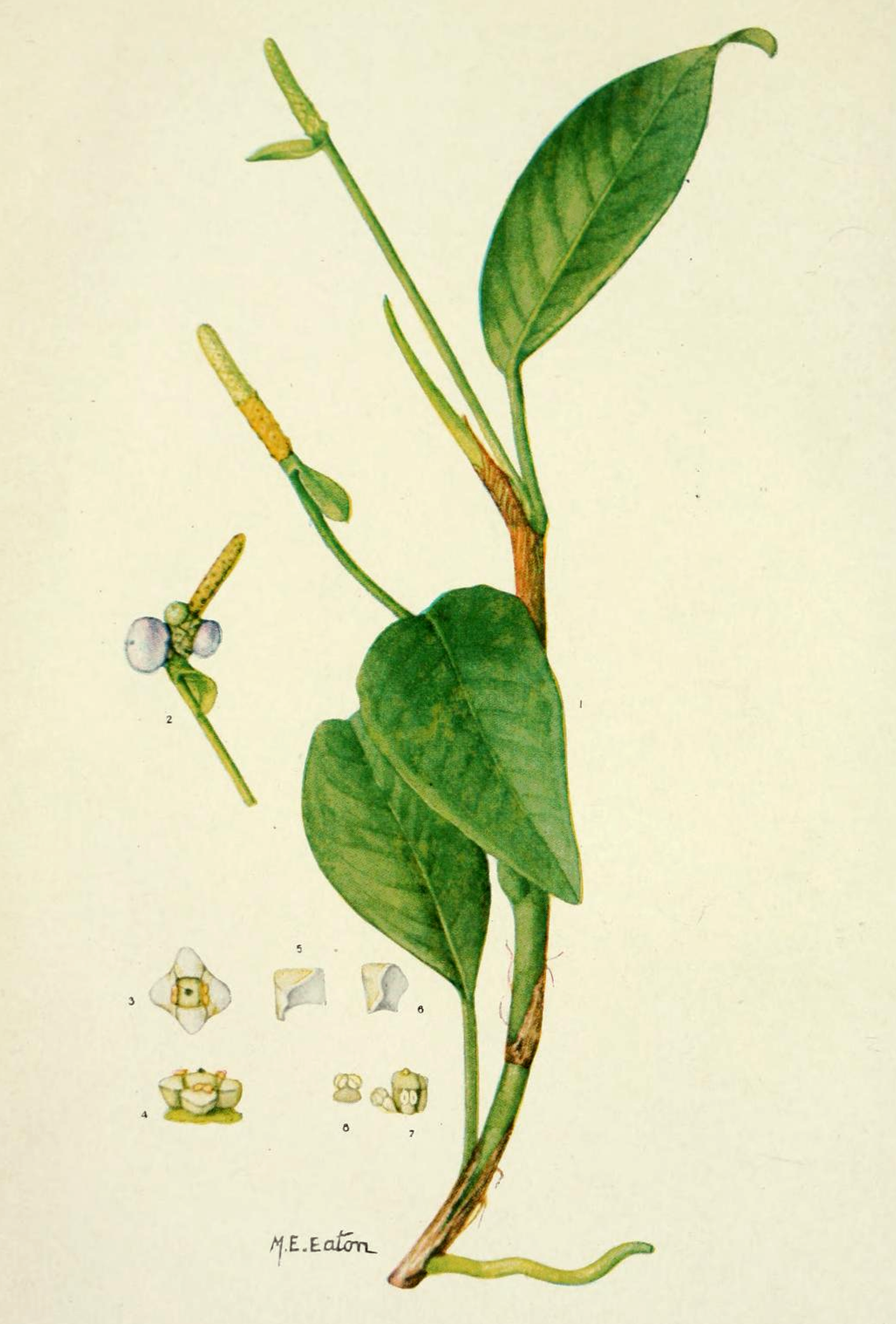
Anthurium scandens (sekcja Tetraspermium)
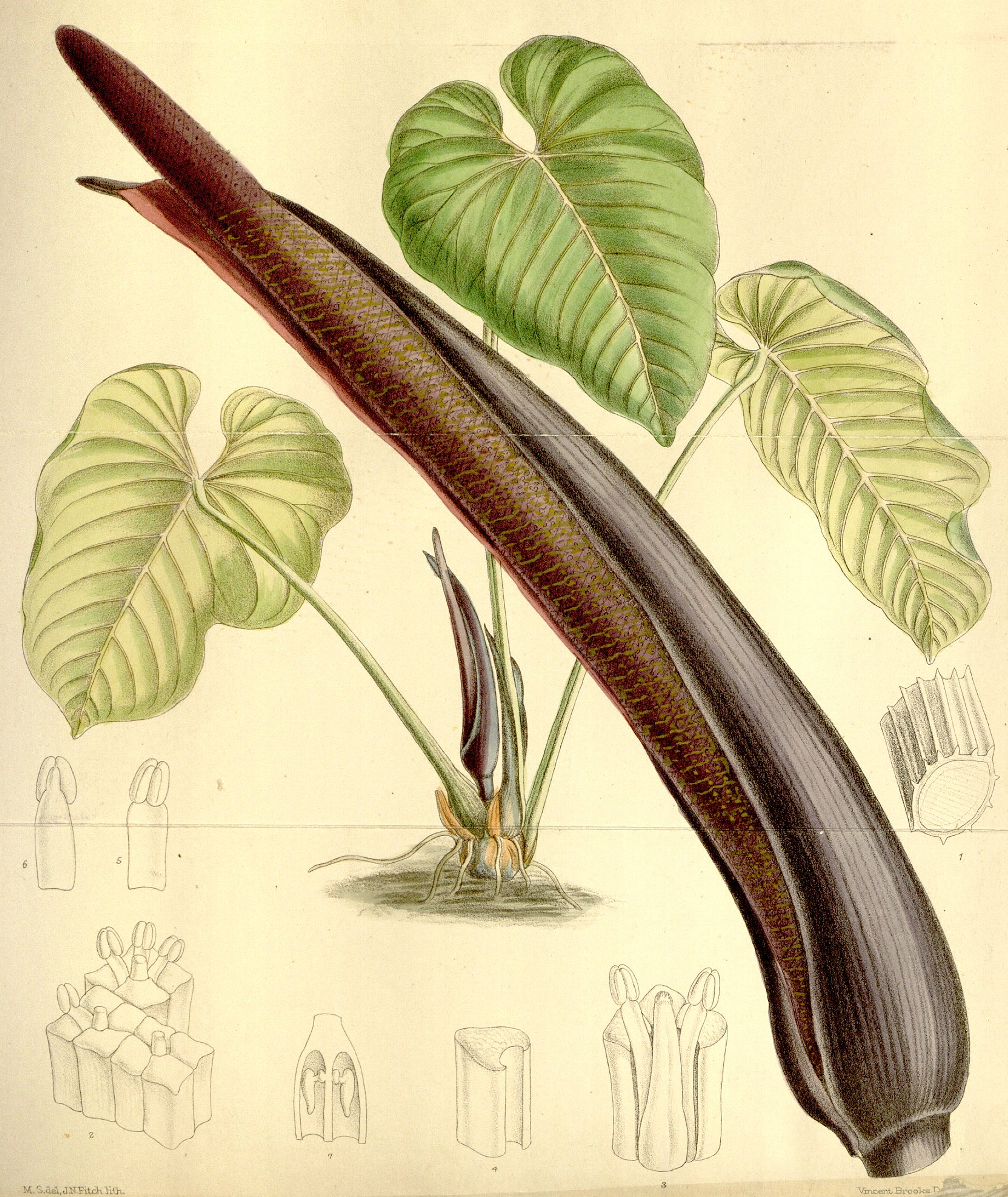
Anthurium gustavii (sekcja Calomystrium)
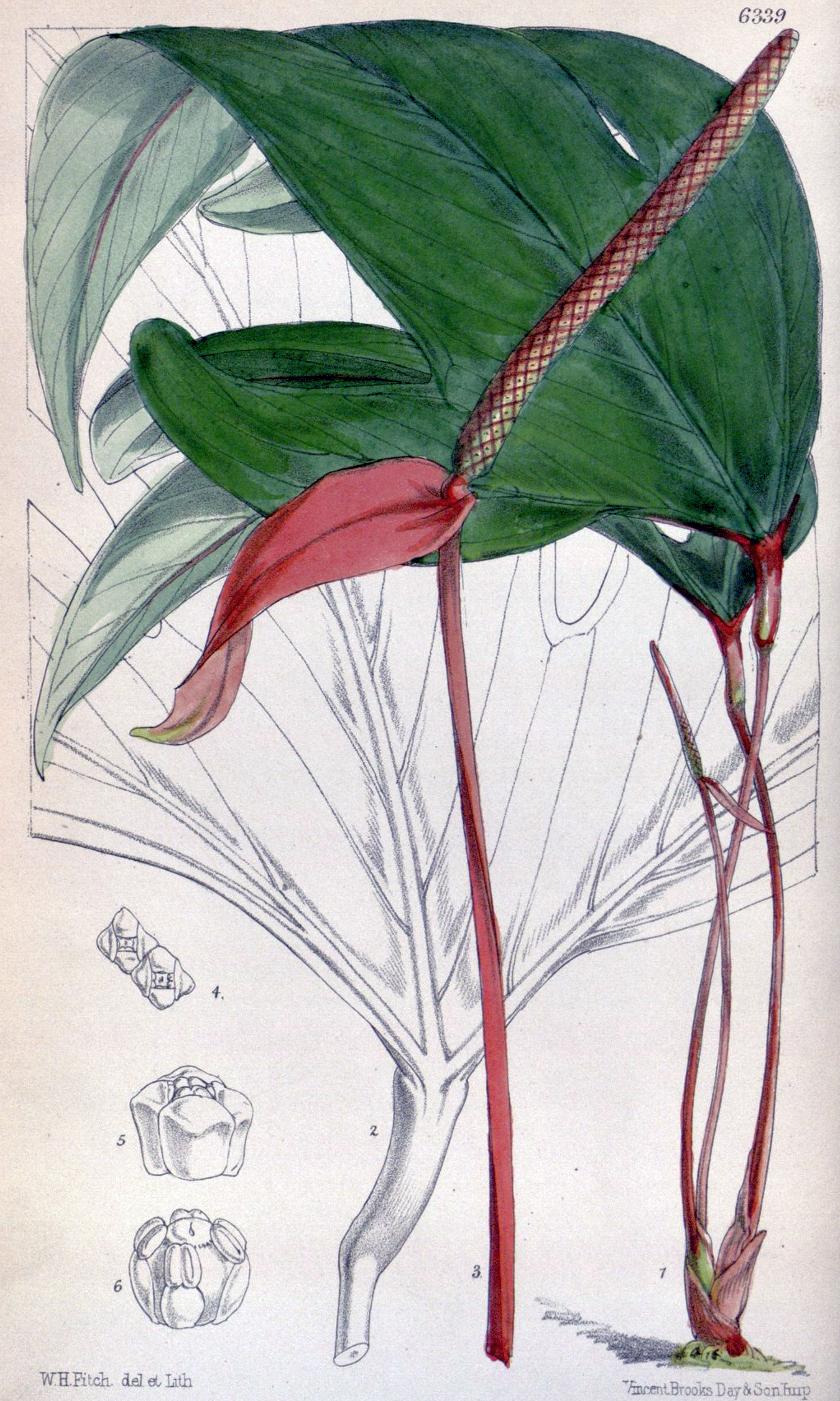
Anthurium trifidum (sekcja Semaeophyllium)
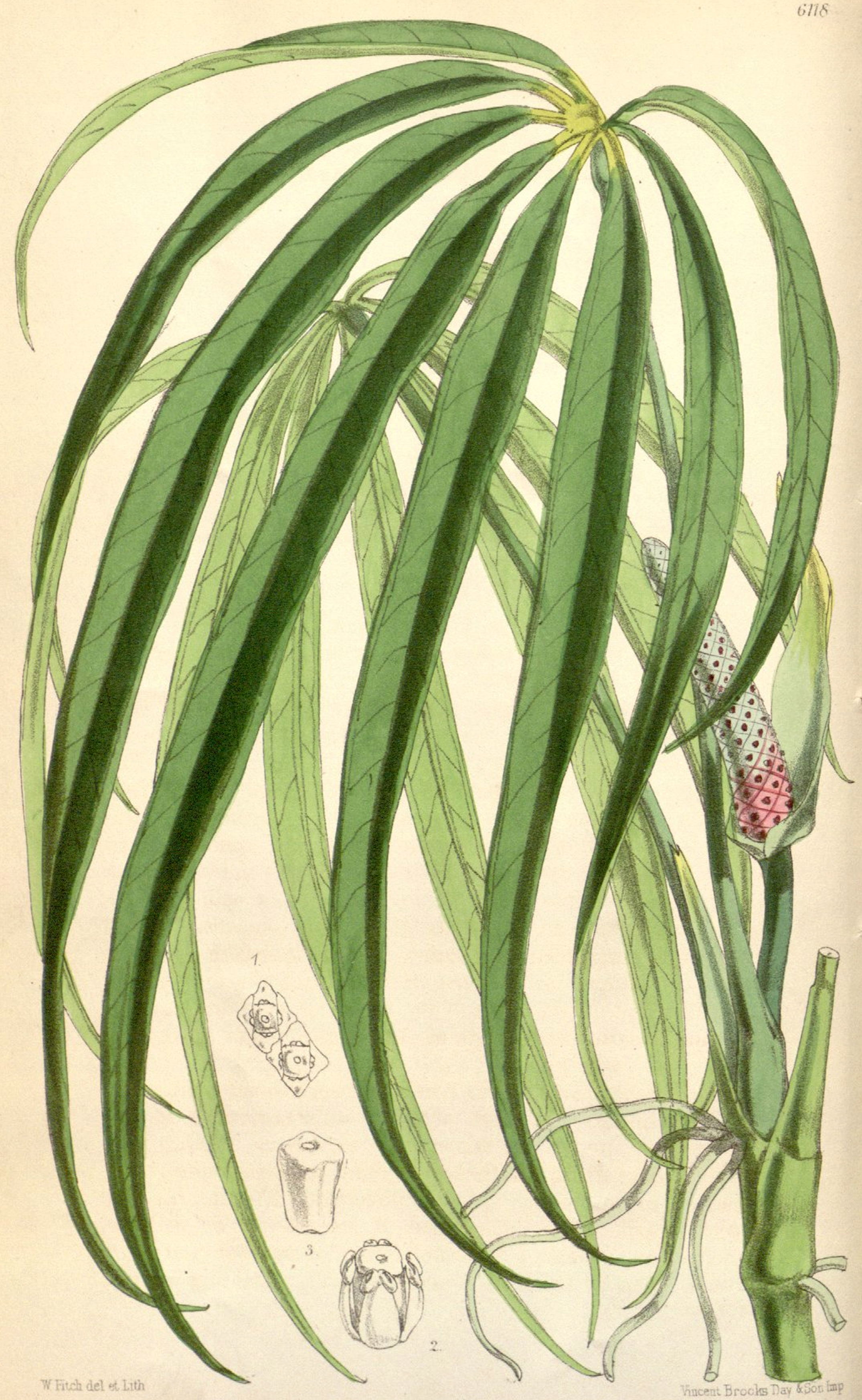
Anthurium pentaphyllum (sekcja Dactylophyllium)

- Tetraspermium Schott – kilka gatunków roślin o cienkich łodygach z długimi międzywęźlami, cienkich i odpadających katafilach, eliptycznych i spiczastych u nasady blaszkach liściowych pokrytych gruczołowatymi punkcikami, krótkich kolbach i jagodach zawierających co najmniej 4 nasiona; liczba chromosomów 2n = 24, 30 (A. tonduzii Engl. i A. trinerve Miq. w siedliskach w Surinamie), 48 i 84 (A. scandens (Aubl.) Engl.);
- Gymnopodium Engl. – jeden gatunek (A. gymnopus Griseb.) pnącza o wydłużonych międzywęźlach, odpadających katafilach, niemal okrągłych blaszkach liściowych, długich kolbach osadzonych na długich szypułach i jagodach zawierających do 4 nasion; liczba chromosomów 2n = 30;
- Porphyrochitonum Schott – około 250 gatunków anturium o smukłych łodygach z krótkimi międzywęźlami, wydłużonych, nie sercowatych blaszkach liściowych pokrytych gruczołowatymi punkcikami, z jedną lub więcej wyraźną żyłką marginalną oraz jagodami zawierającymi 3 lub więcej nasion; liczba chromosomów 2n = 30 (np. A. bakeri, A. bicollectivum, A. lancifolium, A. scherzerianum);
- Digitinervium Sodiro – kilka gatunków roślin o grubych blaszkach liściowych z gruczołowatymi punkcikami i dwiema lub więcej parami żyłek pierwszorzędowych stromo wyrastających i rozszerzających się gwałtownie wierzchołkowo; liczba chromosomów 2n = 28, 29, 30 i 31 (np. A. ovatifolium, A. lentii, A. crassifolium, A. lingua);
- Pachyneurium Schott – wiele gatunków roślin o krótkich, gęsto ukorzenionych łodygach, tworzących rozetę liściową, o blaszkach liściowych lancetowatych, jajowatych lub sercowatych, bez żyłki marginesowej i młodych liściach zwiniętych w sposób nietypowy dla roślin obrazkowatych, tj. oba brzegi blaszki zwinięte są w kierunku nerwu głównego; liczba chromosomów 2n = 30 (np. A. affine, A. crassinervium, A. cubense, A. salviniae, A. schlechtendalii, A. ranchoanum, A. schottianum), a także 48 (A. jenmanii) i 60 (A. crenatum, A. solitarium);
- Polyphyllium Engl. – dwa gatunki (A. flexile i A. clidemioide) o bardzo smukłych łodygach z licznymi korzeniami rosnącymi łukowato wzdłuż międzywęźli, nie tworzące katafili lecz pochwy liściowe; liczba chromosomów 2n = 60;
- Leptanthurium Schott – jeden gatunek (A. gracile) wyróżniający się korzeniami pokrytymi warstwą welamenu; liczba chromosomów 2n = 20, 40, 60;
- Decurrentia Schott – trzy gatunki (A. decurrens, A. pittieri i A. guayaquilense) o krótkich międzywęźlach i wcześnie wyrastające słupki kwiatów; liczba chromosomów 2n = 30;
- Xialophyllum Schott – kilka gatunków o łodydze wzniesionej lub pnącej z długimi międzywęźlami, blaszkach liściowych cienkich, dłuższych niż szerszych, przeważnie zielonych kwiatostanach i zielonkach lub żółtawo-zielonych owocach;  liczba chromosomów 2n = 30 (np. A. testaceum, A. bredemeyeri, A. caucanum), 60 (A. microspadix) i 63 (A. pulchellum);
- Polyneurium Engl. – kilka gatunków o łodygach z długimi lub krótkimi międzywęźlami i cienkich blaszkach liściowych z wieloma niemal równoległymi żyłkami pierwszorzędowymi; liczba chromosomów 2n = 30 (A. caperatum, A. ravenii), 30+2B i 60 (A. wallisii);
- Urospadix Engl. – najliczniejsza sekcja roślin charakteryzujących się krótkimi łodygami z krótkimi międzywęźlami i blaszkami liściowymi dużo dłuższymi niż szerszymi (przeważnie lancetowatymi, ale także sercowatymi u nasady) o licznych, wyraźnych żyłkach pierwszorzędowych; liczba chromosomów 2n = 30 (np. A. binotii, A. comtum, A. crassipes, A. galeotii, A. miguelianum, A. olfersianum, A. vittariifolium), 28 i 56 (A. bellum) oraz 124 (A. lucidium);
- Cardiolonchium Schott – kilka gatunków o średniej wielkości, krótkich łodygach z krótkimi międzywęźlami, bruzdkowanych lub żeberkowanych ogonkach liściowych i pędach kwiatostanowych, aksamitnych blaszkach liściowych; liczba chromosomów 2n = 30+B (np. A. crystallinum, A. magnificum, A. regale, A. warocqueanum);
- Chamaerepium Schott – jeden gatunek (A. radicans) charakterystyczny przez krótkie, eliptyczne kolby; liczba chromosomów 2n = 30 lub 50;
- Calomystrium Schott emend. Engler – wiele gatunków o sercowatych, przeważnie grubych blaszkach liściowych, często pokrytych odosiowo jasnymi plamkami, z wyraźnymi idioblastami zawierającymi rafidy, trwałymi katafilami, które z wiekiem schną stając się czerwonawo-brązowe lub brązowe, pochwami kwiatostanu w kolorach pastelowych, od białego do głęboko czerwonego oraz kwiatami wydzielającymi słodki, przyjemny aromat; liczba chromosomów 2n = 30 (np. A. andreanum, A. formosum, A. hoffmannii, A. nymphaeifolium);
- Belolonchium Schott emend Engl. – kilka gatunków (np. A. bogotense, A. brownii, A. concinnatum, A. gualeanum, A. incurvatum, A. rigidifolium, A. variegatum) o sercowatych liściach i budowie innych organów nie pozwalającej zakwalifikować ich do innych sekcji; liczba chromosomów 2n = 30, 28+1f (A. patulum) i 90 (A. supianum);
- Semaeophyllium Schott – kilka gatunków o wyraźnie trójdzielnych do trójsiecznych blaszkach liściowych i krótkich łodygach z krótkimi międzywęźlami; liczba chromosomów 2n = 30 lub 60 (np. A. falcatum, A. furcatum, A. garagaranum, A. grexavium, A. insigne, A. rimbachii, A. truncicolum, A. tilaranense, A. tridigitatum), a także 34 i 30+1f (A. signatum);
- Schizoplacium Schott – siedem gatunków (A. angustisectum, A. expansum, A. longissimum, S. palmatum, A. pedatum, A. pedatoradiatum i A. podophyllum) o dłoniastodzielnych blaszkach liściowych; liczba chromosomów 2n = 30, 39;
- Dactylophyllium Schott – kilka gatunków o trójlistkowych do dłoniastozłożonych blaszkach liściowych (np. A. brevipedunculatum, A. buchtienii, A. clavigerum, A. croatii, A. eminens, A. kunthii, A. pentaphyllum, A. polydactylum, A. polyschistum); liczba chromosomów 2n = 30, 60.

Lista gatunków

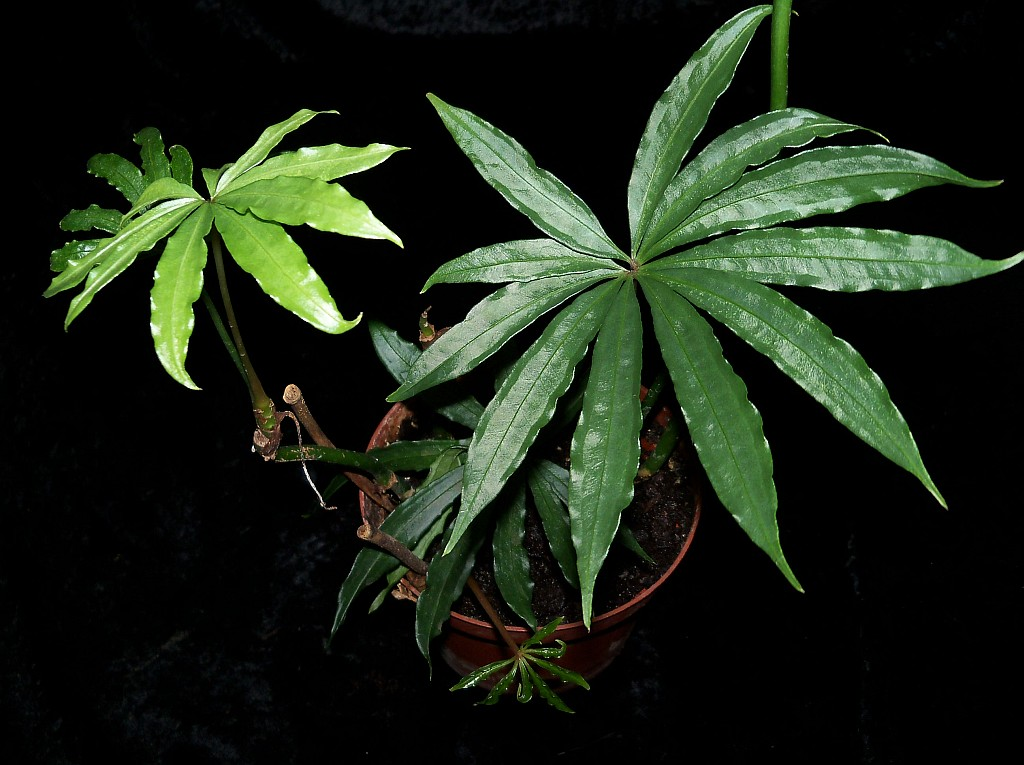
Anthurium polyschistum, młoda roślina

Nazwy dwóch gatunków anturium związane są z Polską:
- Anthurium rzedowskii został nazwany na cześć meksykańskiego botanika polskiego pochodzenia, Jerzego Rzedowskiego,
- Anthurium warszewiczii A.Braun ex Schott (obecnie uznany za synonim Anthurium sinuatum Benth. ex Schott) – nazwany na cześć polskiego botanika Józefa Warszewicza.

## Nazewnictwo
Toponimia nazwy naukowejNazwa naukowa rodzaju pochodzi od greckich słów άνθος (anthos – kwiat) i ουρά (oura – ogon) i odnosi się do kwiatów zebranych w ogoniaste kolby.
Nazwy rodzajoweW 1894 roku w Słowniku nazwisk zoologicznych i botanicznych polskich (...)  rodzajowi Anthurium przypisano polską nazwę kitnia. Już 6 lat później w Słowniku polskich imion rodzajów oraz wyższych skupień roślin (...) oprócz nazwy kitnia użyto nazwy anturyum, która – z uwzględnieniem reformy ortografii języka polskiego z początku XX wieku (y→i) – przyjęła się i jest stosowana do dzisiaj. W języku angielskim i niemieckim nazwa zwyczajowa anturium odnosi się do ptaków z rodzaju flamingów (odpowiednio flamingo flower i Flamingoblumen).

## Zagrożenie i ochrona
127 gatunków anturium znajduje się w Czerwonej księdze gatunków zagrożonych, w tym 41 jako zagrożone wyginięciem:
| krytycznie zagrożone (CR): | zagrożone (EN):       | narażone (VU):            | narażone (VU):            |
| Anthurium coerulescens     | Anthurium bucayanum   | Anthurium albovirescens   | Anthurium leonianum       |
| Anthurium eggersii         | Anthurium bushii      | Anthurium auritum         | Anthurium magnifolium     |
| Anthurium linguifolium     | Anthurium cutucuense  | Anthurium balslevii       | Anthurium manabianum      |
| Anthurium tenuicaule       | Anthurium hieronymi   | Anthurium bullosum        | Anthurium miniatum        |
|                            | Anthurium pichinchae  | Anthurium cabuyalense     | Anthurium nemorale        |
|                            | Anthurium saccardoi   | Anthurium ceratiinum      | Anthurium oxyphyllum      |
|                            | Anthurium scaberulum  | Anthurium curtispadix     | Anthurium pedunculare     |
|                            | Anthurium tenuifolium | Anthurium dolichophyllum  | Anthurium polystictum     |
|                            |                       | Anthurium ecuadorense     | Anthurium punctatum       |
|                            |                       | Anthurium esmeraldense    | Anthurium rimbachii       |
|                            |                       | Anthurium gualeanum       | Anthurium silanchense     |
|                            |                       | Anthurium hebetatilaminum | Anthurium subcoerulescens |
|                            |                       | Anthurium jaramilloi      | Anthurium superbum        |
|                            |                       | Anthurium jimenae         | Anthurium tenaense        |
|                            |                       | Anthurium lennartii       |                           |

Głównym zagrożeniem dla tych gatunków jest niszczenie siedlisk związane z przekształcaniem lasów w pola uprawne i pastwiska.

## Zastosowanie

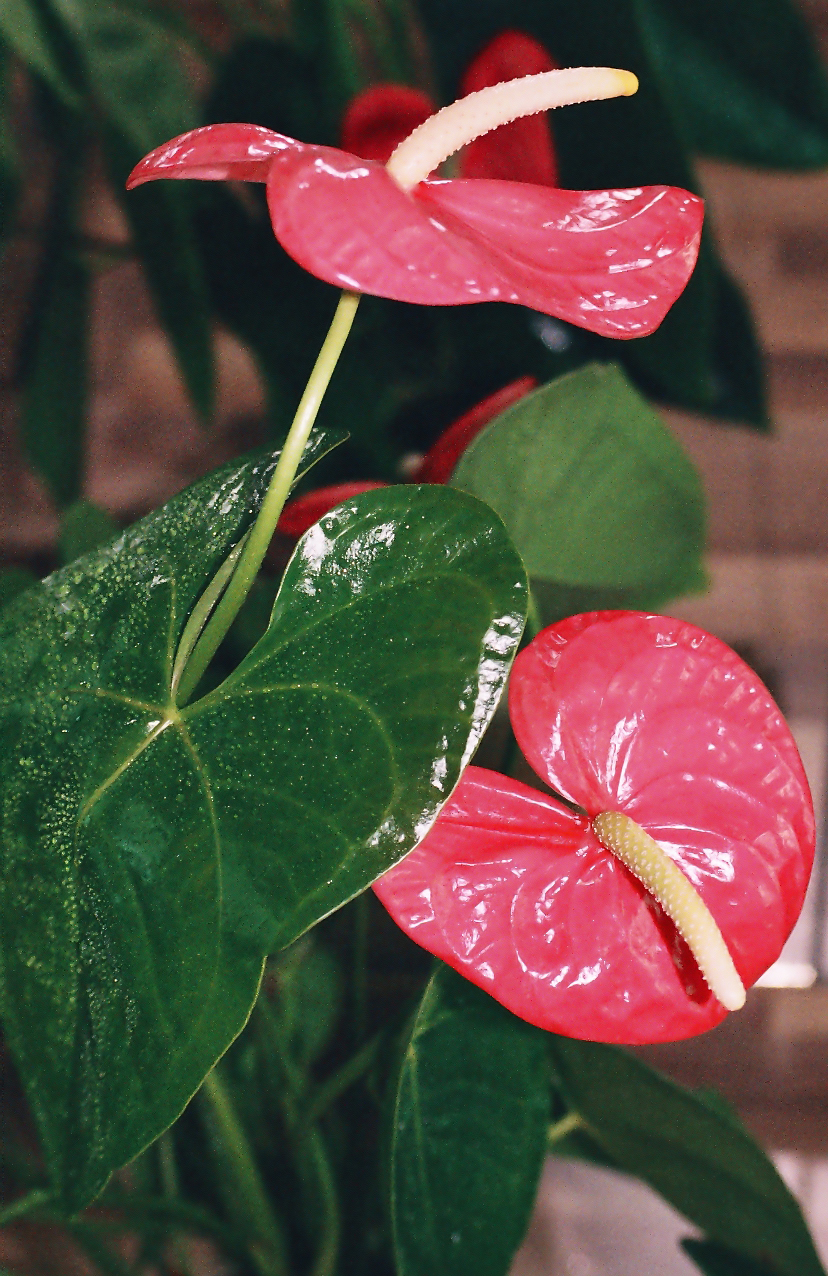
Kwiatostan kultywaru anturium Andrego 'Tennessee'

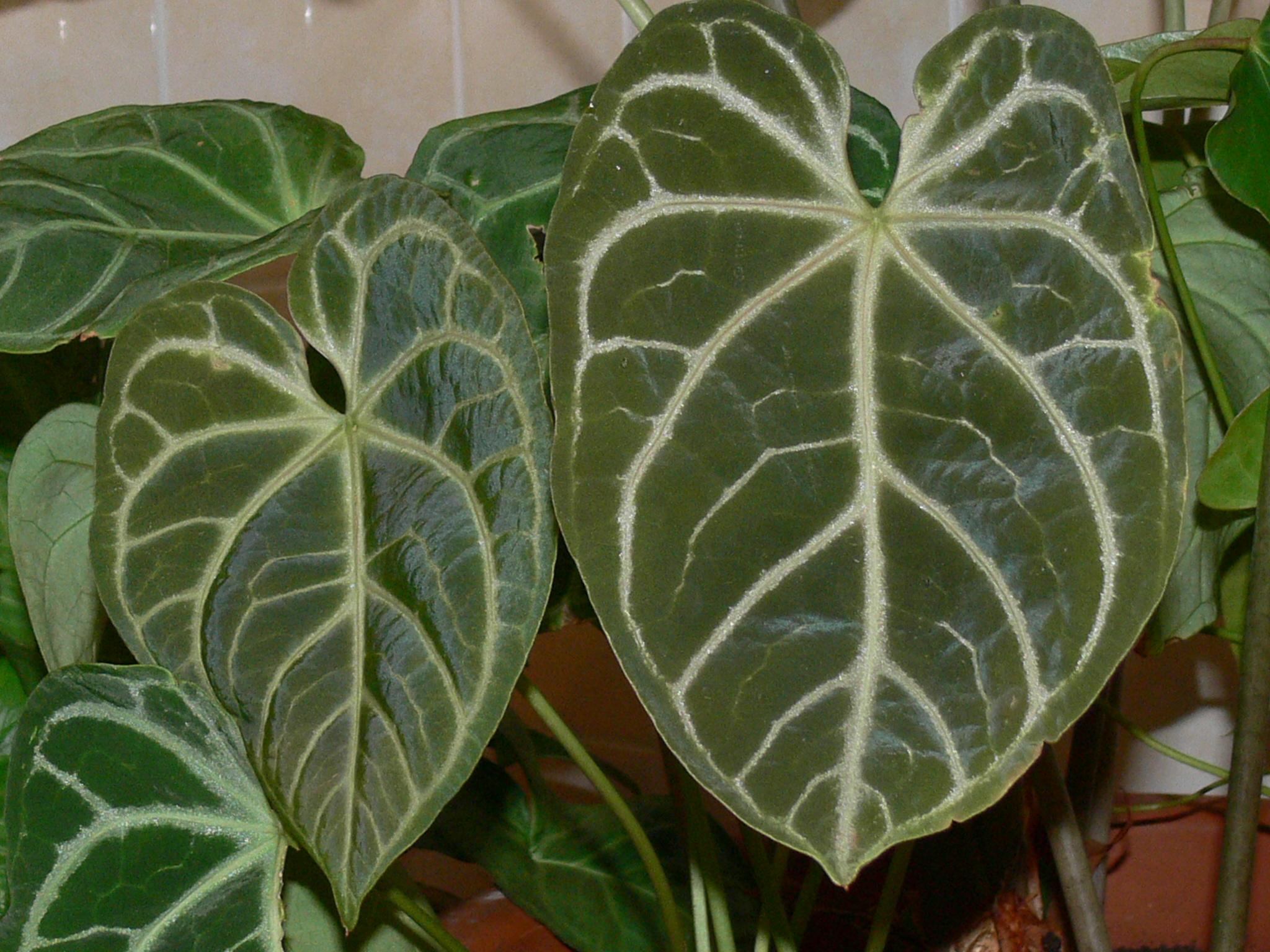
Ozdobne liście anturium powabnego

Rośliny leczniczeIndianie Chacabo z Boliwii używają Anthurium gracile w przypadku zapalenia wyrostka robaczkowego. W tradycyjnej medycynie Majów jako środek przeczyszczający stosowano lek przygotowywany z korzeni rośliny z rodzaju anturium (x buc tum, prawdopodobnie A. tetragonum), Eupatorium odoratum (x tok abam) z rodziny astrowatych i małych roślin z rodzaju cibora (x tu put su'uc).
Rośliny ozdobneZ uwagi na atrakcyjne i trwałe kwiatostany anturium są najczęściej uprawianymi na kwiat cięty roślinami z rodziny obrazkowatych. Najistotniejszymi ekonomicznie przedstawicielami tego rodzaju są:
- anturium Andrego, o czerwonej, połyskującej pochwie o wyraźnej nerwacji i wydłużonych, sercowatych liściach, osiągające wysokość 60 cm,
- Anthurium nymphaeifolium, o różowych, wydłużonych pochwach i sercowatych liściach,
- anturium Scherzera, o czerwonej pochwie i zwiniętych kolbach oraz wydłużonych liściach, osiągające wysokość 75 cm,
- Anthurium ×ferrierense (A. andraeanum × A. nymphaeifolium), o bladoróżowych kwiatostanach.

Wartość produkcji kwiatów tych roślin w 2002 roku wyniosła 20 milionów dolarów. W uprawie domowej i przemysłowej spotyka się także wiele mieszańców pochodzących od anturium Andrego i Scherzera, o pochwach koloru różowego, łososiowego, białego lub bordowego.
Niektóre gatunki anturium, takie jak A. magnificum, A. crystallinum, A. forgetii, A. leuconeurum, A. regale, A. veitchii i A. warocqueanum, uprawiane są przede wszystkim ze względu na szczególnie dekoracyjne liście. Anthurium scandens spotykany jest zaś w uprawie z uwagi na swoje atrakcyjne, białe, bladoniebieskie lub fioletowe owoce.

## Uprawa
WymaganiaGatunki o atrakcyjnych kwiatostanach wymagają wysokiej wilgotności powietrza i wysokiej temperatury. W uprawie pokojowej rośliny te rzadko kwitną lub tworzą kwiatostany zdeformowane i niepozorne. Łatwiejsze do uprawy domowej są gatunki o ozdobnych liściach. Anturium wymagają podłoża stanowiącego mieszankę torfu, ziemi liściowej, kompostu i kawałków rozkładającego się drewna lub węgla drzewnego, z domieszką piasku. Gatunki epifityczne mogą być uprawiane bez podłoża, w spękanej korze. Rośliny te należy ustawić w miejscu widnym, słabo wietrzonym i ciepłym, ale nie bezpośrednio nasłonecznionym. Pędy tych roślin powinny być okładane świeżym, stale wilgotnym torfem. Pożądane jest również obłożenie torfem powierzchni podłoża. Anturium nie są mrozoodporne (strefy mrozoodporności 10-12).
PielęgnacjaRośliny wymagają obfitego podlewania oraz zraszania liści miękką wodą o temperaturze pokojowej. Zraszanie kwiatostanów może spowodować powstanie na nich brązowych plam. W zależności od podłoża anturium należy nawozić niewielkimi dawkami nawozów. Dobrze reagują na nawożenie gnojowicą. Optymalna temperatura uprawy wynosi około 22–25 ºC; nocą nie powinna spadać poniżej 16 ºC. Anturium przechodzą jesienią i na początku zimy okres spoczynku, należy wówczas ograniczyć podlewanie i zraszanie, a temperaturę zmniejszyć do poziomu 16–20 ºC. Rośliny przesadza się co 3–4 lata.
RozmnażanieAnturium rozmnaża się z nasion lub odrostów, jedynie odmiany uprawne rozmnażane są wyłącznie wegetatywnie. Uzyskanie nasion jest bardzo trudne, ponieważ rośliny te trudno się zapylają; z gatunków spotykanych w uprawie jedynie A. scandens jest rośliną samopylną.

## Obecność w kulturze i symbolice
Kwiatostan anturium został rzekomo użyty przez Marcina Lutra przy projektowaniu herbu rodzinnego z uwagi na swój przypominający serce kształt.
Kwiatostan tej rośliny jest też elementem zdobienia ceremonialnej buławy Senatu Trynidadu i Tobago.

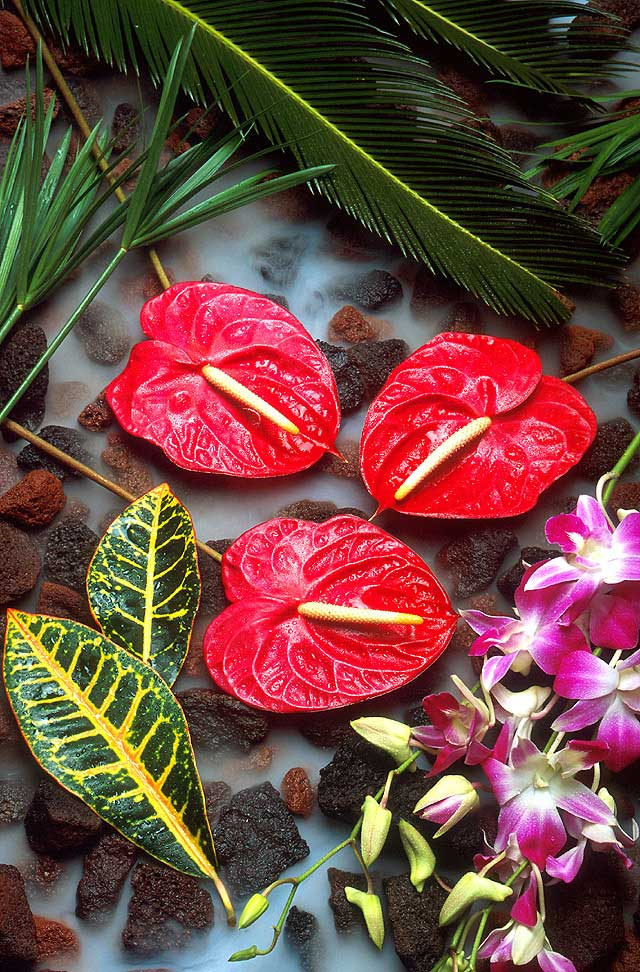
Kompozycja z kwiatostanami anturium
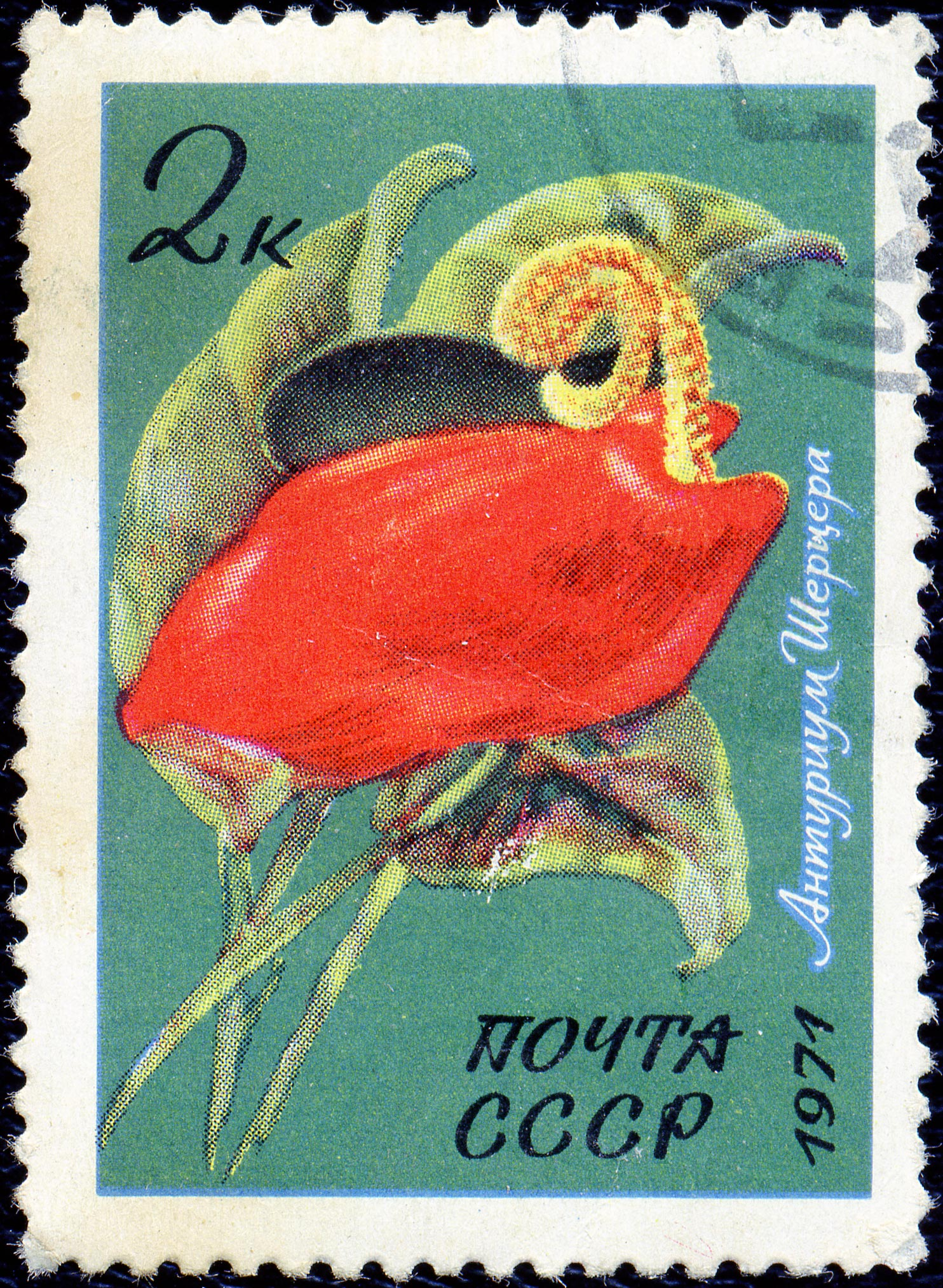
Anturium Scherzera na znaczku pocztowym ZSRR
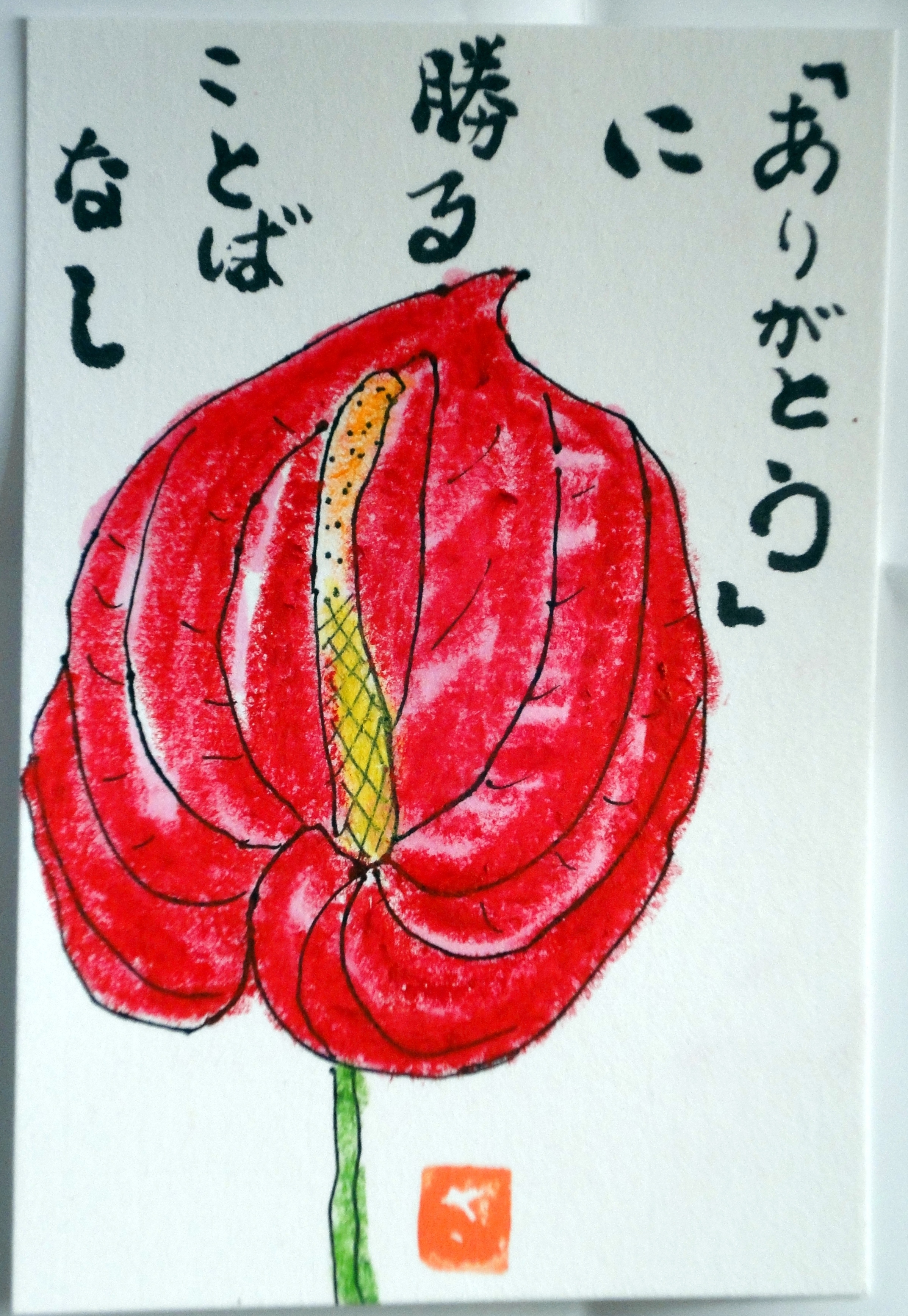
Japońska grafika z kwiatostanem anturium